# Forcipomyia emeishana
Forcipomyia emeishana är en tvåvingeart som beskrevs av Yu och Liu 1982. Forcipomyia emeishana ingår i släktet Forcipomyia och familjen svidknott. Inga underarter finns listade i Catalogue of Life.